# هينينج مونك ينسن
خطأ لوا في mw.text.lua على السطر 25: bad argument #1 to 'match' (string expected, got nil).
هينينج مونك ينسن (بالدنماركية: Henning Munk Jensen)‏ (و. 1947  م) هو لاعب كرة قدم، من الدنمارك، يلعب كمُدَافِع.

## روابط خارجية
- هينينج مونك ينسن على موقع الاتحاد الأوربي (الإنجليزية)
- هينينج مونك ينسن على موقع قاعدة بيانات كرة القدم.إي يو (الإنجليزية)
- هينينج مونك ينسن على موقع ناشيونال فوتبول تيمز (الإنجليزية)
- هينينج مونك ينسن على موقع Soccerway.com (الإنجليزية)
- هينينج مونك ينسن على موقع عالم كرة القدم.نت (الإنجليزية)